# Rumspringa
Rumspringa, (dansk: ~ at løbe rundt; staves også: Rumschpringe eller Rumshpringa) er betegnelsen for ungdomsårene, udtrykket benyttes i nogle Amish-samfund. Amish, der er en protestantisk kristen gruppe af anabaptister (voksendøbere), adskiller sig fra andre anabaptistgrupper. Rumspringa begynder normalt mellem 14-årsalderen og 16-årsalderen, og slutter, når de unge vælger at døbes i Amish kirken, eller forlade Amish-samfundet. Langt de fleste vælger dåb og forbliver i kirken. Ikke alle Amish-grupper anvender begrebet, som ikke forekommer i John Hostetlers udvidede diskussion om ungdomsårene blandt Amish, men i sekter der benytter begrebet, betragter de ældste i Amish perioden som en tid til frieri og finde en ægtefælle. En populær opfattelse er af fristelse er en institutionaliseret del af ungdomstiden, og de sædvanlige adfærdsmæssige begrænsninger er afslappede, så Amish-unge kan tilegne sig erfaringer og viden om ikke-Amishverdenen.
Nogle af Amish unge benytter perioden til at prøve grænser af, fx gennem alkohol eller hårde stoffer, samt et løssluppent forhold til sex.